# Homole (district de České Budějovice)
Pour les articles homonymes, voir Homole.
Homole (en allemand : Hummeln) est une commune du district de České Budějovice, dans la région de Bohême-du-Sud, en République tchèque. Sa population s'élevait à 1 671 habitants en 2023.

## Géographie
Homole est arrosée par la Vltava et se trouve à 6 km au sud-ouest du centre de České Budějovice et à 127 km au sud de Prague.
La commune est limitée par Dubné et Litvínovice au nord, par et Planá à l'est, par Boršov nad Vltavou et Vrábče au sud, et par Závraty et Lipí à l'ouest.

## Histoire
La première mention écrite du village date de 1362.

## Galerie

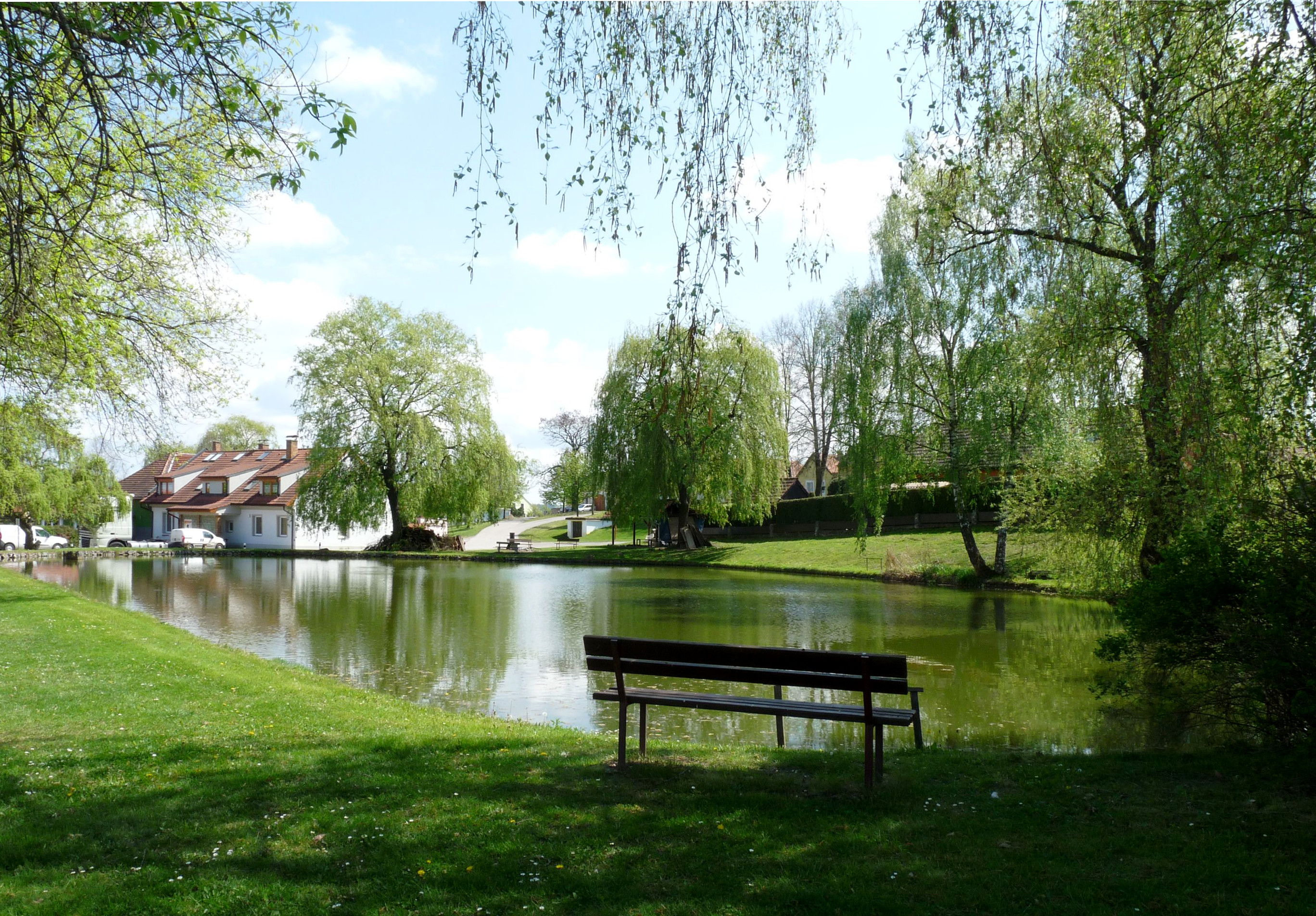
Étang à Homole.
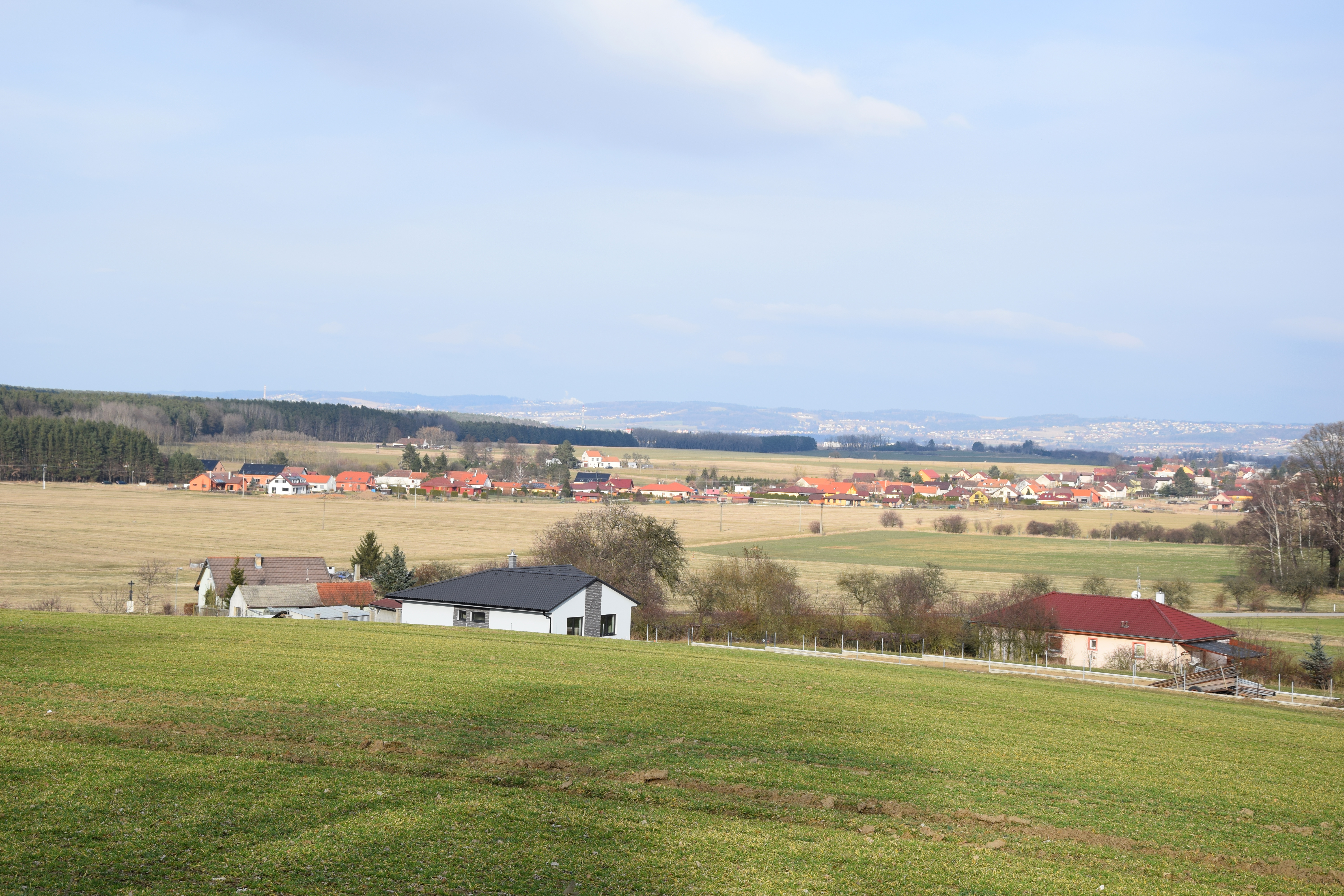
Nové Homole.

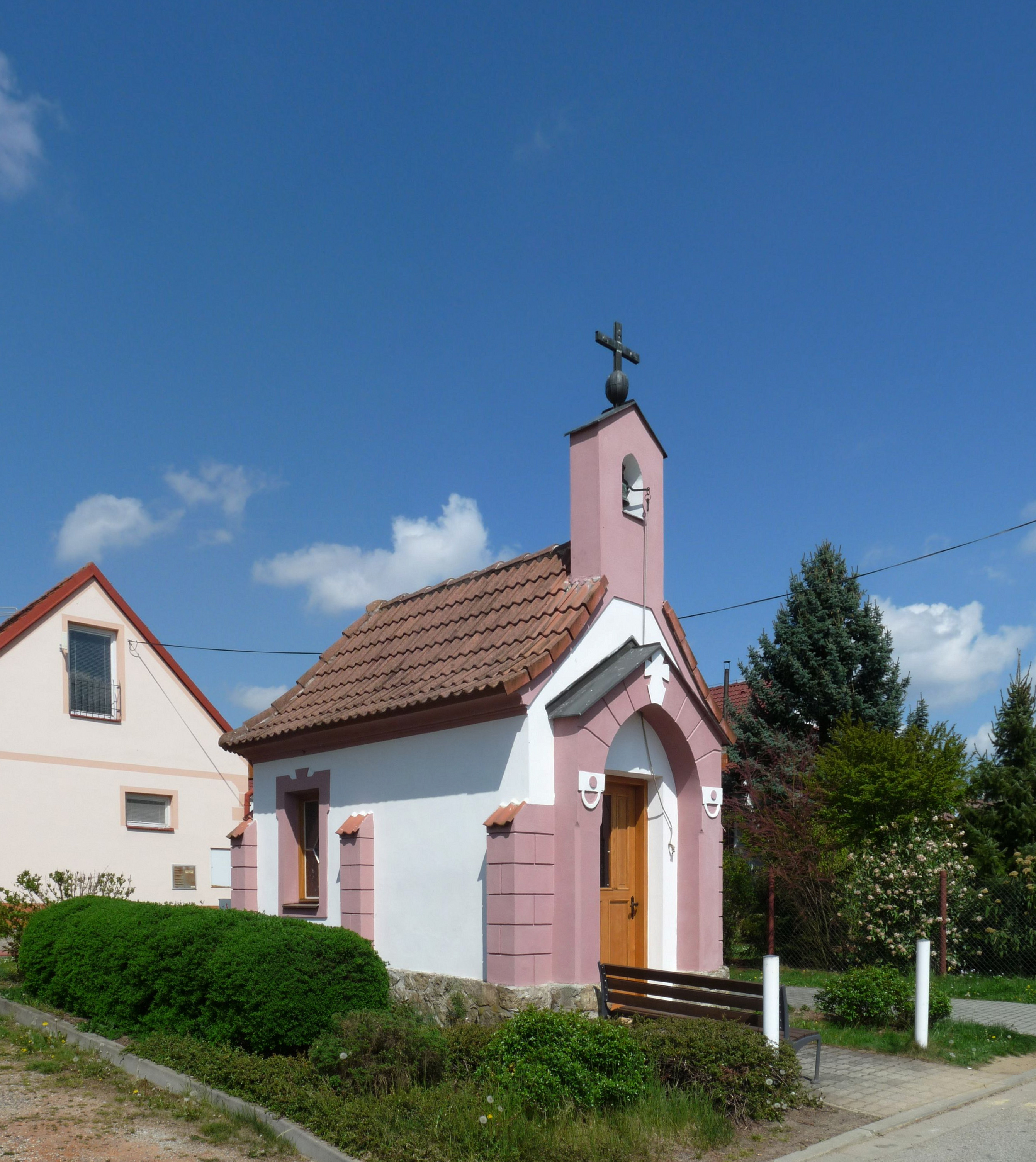
Chapelle du Sacré-Cœur.
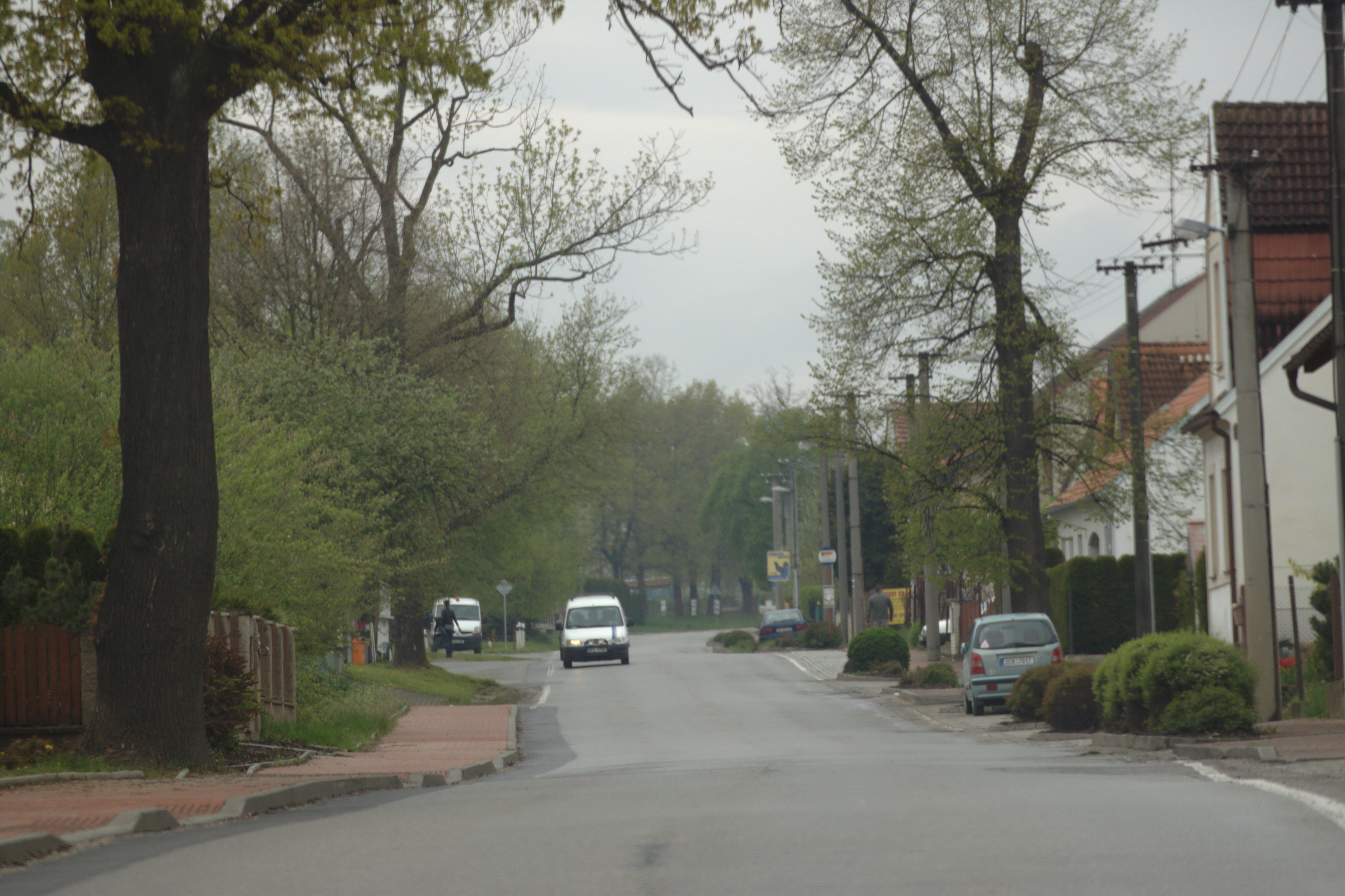
Homole : rue principale.

## Transports
Par la route, Homole se trouve à 7 km de České Budějovice et à 158 km de Prague.

## Source
- (cs) Cet article est partiellement ou en totalité issu de l’article de Wikipédia en tchèque intitulé « Homole (okres České Budějovice) » (voir la liste des auteurs).